# Hotelbewaargeving
Het woord hotelbewaargeving is de ietwat misleidende naam die men geeft aan de wettelijke regels krachtens welke de hotelhouder als bewaarnemer aansprakelijk is voor beschadiging, vernieling of ontvreemding van zaken die een gast die in het hotel zijn intrek neemt en er logeert, naar het hotel meebrengt. De ‘hotelbewaargeving’ wordt geregeld door de artikelen 1952 tot 1954quater van het Belgisch Burgerlijk Wetboek.
De hieronder uiteengezette regels zijn - op enkele uitzonderingen na - internationaal geldend, in die landen van de Raad van Europa die de Overeenkomst nopens de aansprakelijkheid van hotelhouders voor de zaken van hun gasten, en Bijlage, opgemaakt te Parijs op 17 december 1962, goedgekeurd bij de Belgische wet van 28 februari 1970, bekrachtigd hebben.

## Definitie hotelhouder
De wet geeft in het Burgerlijk Wetboek geen definitie van het begrip ‘hotelhouder’. Het begrip ‘hotelhouder’ wordt restrictief geïnterpreteerd, omdat de regels van de hotelbewaargeving afwijken van het gemeen recht. Een motel en een pension worden ook als ‘hotels’ beschouwd.
Restauranthouders en caféhouders (die geen logies verschaffen) kunnen niet beschouwd worden als hotelhouders. Hetzelfde geldt voor ziekenhuizen en campings.
Een hotelhouder wordt niet meer als dusdanig beschouwd wanneer hij een hotelkamer aan een gast zou verhuren als woning (de gast zou er dan gedomicilieerd zijn). Dan is de hotelhouder een gewone verhuurder.

## Aard van de aansprakelijkheid van de hotelhouder
De hotelhouder is quasi-objectief aansprakelijk voor de zaken die de gast in zijn hotel binnenbrengt, zelfs indien de zaken worden beschadigd, vernield of gestolen door toevallige of ongewenste bezoekers van het hotel, zoals dieven die een inbraak plegen.

## Zaken waarvoor de hotelhouder aansprakelijk is
De hotelhouder is als bewaarnemer aansprakelijk voor beschadiging, vernieling of ontvreemding van zaken die een gast die in het hotel zijn intrek neemt en er logeert, naar het hotel meebrengt (artikel 1952, al. 1, van het Burgerlijk Wetboek). De hotelhouder is niet aansprakelijk voor de zaken van iemand die in zijn hotel alleen een eetmaal gebruikt. De hotelhouder zal ook niet aansprakelijk zijn voor de zaken van een 'gast' die in het hotel niet overnacht, maar die de hotelkamer alleen zou gebruiken als opbergplaats voor bepaalde zaken.
Als meegebrachte zaken worden aangemerkt de zaken die (artikel 1952, al. 2, van het Burgerlijk Wetboek) :
- zich in het hotel bevinden gedurende de tijd dat de gast er een slaapgelegenheid ter beschikking heeft;
- de hotelhouder of een persoon die hem zijn diensten verleent, buiten het hotel onder zijn toezicht neemt gedurende de tijd dat de gast er een slaapgelegenheid ter beschikking heeft;
- de hotelhouder of een persoon die hem zijn diensten verleent, binnen of buiten het hotel onder zijn toezicht neemt gedurende een redelijke tijd voor of na de tijd dat de gast er een slaapgelegenheid ter beschikking heeft.

## Verplichting van de hotelhouder waardepapieren, geld en waardevolle zaken in bewaring te nemen
De hotelhouder is verplicht waardepapieren, geld en waardevolle zaken in bewaring te nemen; hij mag de inbewaarneming daarvan alleen weigeren, indien zij gevaarlijk zijn of indien zij, de grootte van het hotel en de omstandigheden in aanmerking genomen, een buitensporige handelswaarde hebben of overlast veroorzaken (artikel 1953, al. 2, van het Burgerlijk Wetboek).
De hotelhouder kan verlangen dat het hem toevertrouwde voorwerp is opgeborgen in een afgesloten of verzegelde verpakking (artikel 1953, al. 3, van het Burgerlijk Wetboek).

## Beperking van de aansprakelijkheid
De aansprakelijkheid van de hotelhouder voor zaken die een gast die in het hotel zijn intrek neemt en er logeert, naar het hotel meebrengt, is per schadegeval beperkt tot 100 maal de logiesprijs per dag van de slaapgelegenheid. De Koning kan, in voorkomend geval, de gegevens voor het vaststellen van die prijs bepalen (artikel 1952, laatste lid, van het Burgerlijk Wetboek). De ‘logiesprijs per dag voor de slaapgelegenheid’ is de logiesprijs zoals hij in de kamer is aangeplakt, exclusief BTW en andere taksen.
De aansprakelijkheid van de hotelhouder is beperkt ‘per schadegeval’. Wanneer de gast tijdens zijn verblijf meer dan een keer het slachtoffer wordt van een schadegeval, dan wordt de aansprakelijkheid van de hotelhouder telkens opnieuw berekend.

## Gevallen van onbeperkte aansprakelijkheid
De aansprakelijkheid van de hotelhouder is onbeperkt (artikel 1953, al. 1, van het Burgerlijk Wetboek):
- Wanneer de zaken in handen van de hotelhouder of van personen die hem hun diensten verlenen, ter bewaring zijn gegeven;
- Wanneer hij heeft geweigerd zaken in bewaring te nemen, ten aanzien waarvan hij tot bewaarneming verplicht is;
- Wanneer de beschadiging, de vernieling of de ontvreemding van de in artikel 1952 bedoelde zaken het gevolg is van schuld van hem zelf of van personen die hem hun diensten verlenen.

## Gevallen waarin de hotelhouder niet aansprakelijk is
De hotelhouder is, volgens artikel 1954 van het Burgerlijk Wetboek, niet aansprakelijk voor zover de beschadiging, de vernieling of de ontvreemding te wijten is aan :
- De gast of een persoon die hem vergezelt, bij hem in dienst is of hem bezoekt; een fout van de gast is bijvoorbeeld het niet afsluiten van de hotelkamer of het achterlaten van waardevolle voorwerpen in de hal van het hotel.
- Overmacht; het bewijs van de overmacht berust op de hotelhouder. Ongewenste bezoekers (dieven bijvoorbeeld) vormen geen overmacht.
- Gewapenderhand gepleegde diefstal (hold-up);
- De aard of het gebrek van de zaak.

De woorden ‘voor zover’ wijzen erop dat de hotelhouder niet aansprakelijk is indien de diefstal, de vernieling of de beschadiging van de zaken van de gast uitsluitend te wijten zijn aan de overval, de gewapenderhand gepleegde diefstal of de aard of het gebrek van de zaak. De hotelhouder zal gedeeltelijk voor de schade aansprakelijk zijn indien hij zelf een fout begaan heeft die de schade medeveroorzaakt heeft.

## Tenietgaan van de rechten van de gast
De rechten van de gast gaan teniet indien hij niet onmiddellijk na de vaststelling van de opgelopen schade kennis daarvan geeft, behoudens wanneer de schade veroorzaakt is door de schuld van de hotelhouder of van de personen die hem diensten verlenen (artikel 1954bis van het Burgerlijk Wetboek) .

## Exoneratiebedingen
Iedere verklaring of beding, waarbij de aansprakelijkheid van de hotelhouder voor het schadelijk feit wordt uitgesloten of beperkt, is nietig (artikel 1954ter van het Burgerlijk Wetboek). Een nota in de hotelkamer met de vermelding 'de directie is niet aansprakelijk voor diefstal' zal dus niet geldig zijn.

## Aansprakelijkheid voor voertuigen, zaken die tot hun lading behoren en levende dieren
De regels betreffende de hotelbewaargeving zijn niet van toepassing op voertuigen, noch op zaken die tot hun lading behoren en ter plaatse zijn achtergelaten, noch op levende dieren (artikel 1954quater van het Burgerlijk Wetboek) . Voor deze zaken kan de hotelhouder echter wel aansprakelijk zijn ten gevolge van een zogenaamd parkingcontract.

## Bewijs van de hotelbewaargeving
De hotelhouder is als bewaarnemer aansprakelijk voor beschadiging, vernieling of ontvreemding van zaken welke een gast die in het hotel zijn intrek neemt en er logeert, naar het hotel meebrengt; de bewaargeving van die zaken moet worden beschouwd als een bewaargeving uit noodzaak (artikel 1952, al. 1, van het Burgerlijk Wetboek). Het bewijs door getuigen kan toegelaten worden voor de bewaargeving uit noodzaak, zelfs wanneer het een waarde betreft van meer dan 375 EUR (artikel 1950 van het Burgerlijk Wetboek).

## De eenvormige wet nopens de aansprakelijkheid van de hotelhouder
De regels betreffende de aansprakelijkheid van de hotelhouders voor de zaken van hun gasten werd in de Belgische wetgeving opgenomen om deze wetgeving in overeenstemming te brengen met de Overeenkomst nopens de aansprakelijkheid van hotelhouders voor de zaken van hun gasten, en Bijlage, opgemaakt te Parijs op 17 december 1962.